# Bianca di Navarra (regina di Francia)
Bianca di Navarra, oppure Bianca d'Évreux. Blanche in francese e in inglese, Blanca in spagnolo, asturiano, in catalano, in aragonese e in fiammingo, Branca in galiziano, in portoghese, Blanka in basco, e in tedesco. Blanca in latino (1333 – Neaufle-le-Chatel, 5 ottobre 1398), principessa di Navarra e contessina di Longueville e d'Évreux, fu regina consorte di Francia come moglie di Filippo VI di Francia, per circa otto mesi nel 1350.

## Origine
Era la figlia terzogenita (seconda femmina) della regina di Navarra, Giovanna II e di suo marito, Filippo, conte di Évreux, Conte d'Angoulême e di Mortain. Bianca era la sorella del re di Navarra Carlo II e della regina consorte di Aragona, Maria moglie del re Pietro IV di Aragona.

## Biografia

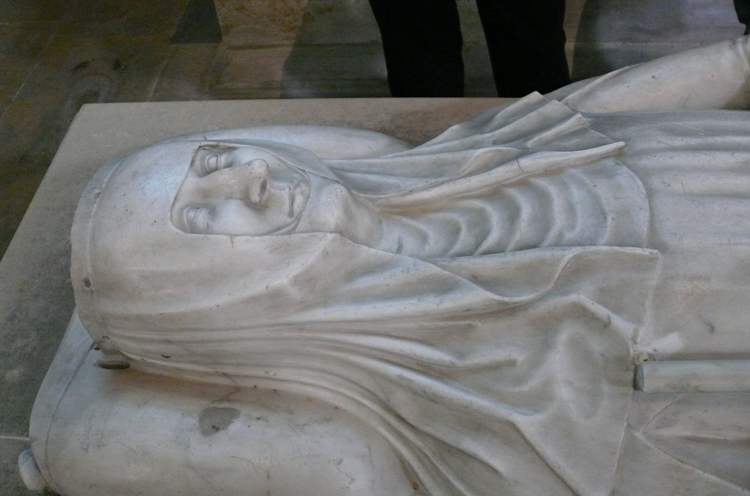
Statua sulla tomba di Bianca di Navarra

Destinata ad un matrimonio per creare un'alleanza con la Castiglia, Bianca, il 1º luglio 1345, fu fidanzata all'erede al trono Pietro, figlio secondogenito del re di Castiglia e León, Alfonso XI il Giustiziere e di Maria di Portogallo, figlia primogenita del re del Portogallo Alfonso IV e della Principessa di Castiglia, Beatrice di Castiglia.. Il contratto di fidanzamento però fu rotto dopo circa due anni.
Bianca invece, che era ritenuta la principessa più bella del suo tempo ed era stata soprannominata la "Bellezza Sapiente", l'11 gennaio 1350, a Brie-Comte-Robert, Seine-et-Marne, sposò Filippo VI di Valois, figlio di Carlo di Valois (conte di Valois, conte d'Alençon e di Chartres e, inoltre, re titolare d'Aragona e fondatore della dinastia dei Valois) e di Margherita d'Angiò (contessa di Angiò e del Maine). Filippo VI di Valois era rimasto recentemente (dicembre 1349) vedovo di Giovanna di Borgogna, che probabilmente era morta a causa della peste nera, che imperversava. Bianca inizialmente era destinata al figlio di Filippo VI, Giovanni il Buono, anche lui vedovo di Bona di Lussemburgo dal settembre 1349, poi però Bianca ne sposò il padre, Filippo VI, di quaranta anni più vecchio di lei, rimasto, nel frattempo, anche lui vedovo.
La cerimonia non fu grandiosa, sia per il recente lutto, che per la citata peste nera.
Il matrimonio fu di breve durata: il re, Filippo VI, morì circa otto mesi. Nonostante ciò, Bianca e Filippo ebbero una bambina che nacque postuma:
Bianca si ritirò a Neaufle-le-Chatel, vicino Gisors, rifiutando un secondo matrimonio con Alfonso XI di Castiglia, dichiarando: "Le regine di Francia non si risposano".
Pur giocando un ruolo politico nel tentativo di far salire suo fratello, Carlo il Malvagio, sul trono di Francia, conservò la stima del figliastro, il re di Francia, Giovanni II di Francia.
Apparve alla corte di Francia solo in rare occasioni, ad esempio l'ingresso di Isabella di Baviera a Parigi, che fu organizzato dalla stessa Bianca
Pare che Bianca fosse appassionata di alchimia e avesse dei laboratori in alcuni dei suoi castelli.
Bianca morì nel suo ritiro di Neaufle-le-Chatel, il 5 ottobre 1398 e fu sepolta a Parigi, nella abbazia di Saint-Denis.

## Priorato di Sion
Bianca di Navarra è stata indicata come il 7ª Gran Maestro (dal 1366 al 1398) del leggendario Priorato di Sion, secondo la prima lista compilata da Pierre Plantard.

## Discendenza
Bianca diede al marito una sola figlia:
- Giovanna (1351-1371), nata postuma, che morì poco dopo il suo fidanzamento con Giovanni, l'erede al trono d'Aragona, mentre si stava trasferendo nel regno di Aragona.

## Ascendenza
|                        |                       |                        | Genitori                |  |  | Nonni |  |  | Bisnonni               |  |  | Trisnonni           |  |
|                        |                       |                        |                         |  |  |       |  |  | Filippo III di Francia |  |  | Luigi IX di Francia |  |
|                        |                       |                        |                         |  |  |       |  |  | Filippo III di Francia |  |  | Luigi IX di Francia |  |
|                        |                       | Margherita di Provenza |                         |  |  |       |  |  | Filippo III di Francia |  |  |                     |  |
| Luigi d'Évreux         |                       |                        |                         |  |  |       |  |  | Filippo III di Francia |  |  |                     |  |
|                        |                       | Maria di Brabante      | Enrico III di Brabante  |  |  |       |  |  |                        |  |  |                     |  |
|                        |                       | Maria di Brabante      | Enrico III di Brabante  |  |  |       |  |  |                        |  |  |                     |  |
|                        |                       | Maria di Brabante      | Alice di Borgogna       |  |  |       |  |  |                        |  |  |                     |  |
| Filippo III di Navarra |                       | Maria di Brabante      |                         |  |  |       |  |  |                        |  |  |                     |  |
|                        |                       | Filippo d'Artois       | Roberto II d'Artois     |  |  |       |  |  |                        |  |  |                     |  |
|                        |                       | Filippo d'Artois       | Roberto II d'Artois     |  |  |       |  |  |                        |  |  |                     |  |
|                        |                       | Filippo d'Artois       | Amicie de Courtenay     |  |  |       |  |  |                        |  |  |                     |  |
| Margherita d'Artois    |                       | Filippo d'Artois       |                         |  |  |       |  |  |                        |  |  |                     |  |
|                        |                       | Bianca di Bretagna     | Giovanni II di Bretagna |  |  |       |  |  |                        |  |  |                     |  |
|                        |                       | Bianca di Bretagna     | Giovanni II di Bretagna |  |  |       |  |  |                        |  |  |                     |  |
|                        |                       | Bianca di Bretagna     | Beatrice d'Inghilterra  |  |  |       |  |  |                        |  |  |                     |  |
| Bianca di Navarra      |                       | Bianca di Bretagna     |                         |  |  |       |  |  |                        |  |  |                     |  |
|                        | Filippo IV di Francia | Filippo III di Francia |                         |  |  |       |  |  |                        |  |  |                     |  |
|                        | Filippo IV di Francia | Filippo III di Francia |                         |  |  |       |  |  |                        |  |  |                     |  |
|                        | Filippo IV di Francia | Isabella d'Aragona     |                         |  |  |       |  |  |                        |  |  |                     |  |
| Luigi X di Francia     | Filippo IV di Francia |                        |                         |  |  |       |  |  |                        |  |  |                     |  |
|                        |                       | Giovanna I di Navarra  | Enrico I di Navarra     |  |  |       |  |  |                        |  |  |                     |  |
|                        |                       | Giovanna I di Navarra  | Enrico I di Navarra     |  |  |       |  |  |                        |  |  |                     |  |
|                        |                       | Giovanna I di Navarra  | Bianca d'Artois         |  |  |       |  |  |                        |  |  |                     |  |
| Giovanna II di Navarra |                       | Giovanna I di Navarra  |                         |  |  |       |  |  |                        |  |  |                     |  |
|                        |                       | Roberto II di Borgogna | Ugo IV di Borgogna      |  |  |       |  |  |                        |  |  |                     |  |
|                        |                       | Roberto II di Borgogna | Ugo IV di Borgogna      |  |  |       |  |  |                        |  |  |                     |  |
|                        |                       | Roberto II di Borgogna | Iolanda di Dreux        |  |  |       |  |  |                        |  |  |                     |  |
| Margherita di Borgogna |                       | Roberto II di Borgogna |                         |  |  |       |  |  |                        |  |  |                     |  |
|                        |                       | Agnese di Francia      | Luigi IX di Francia     |  |  |       |  |  |                        |  |  |                     |  |
|                        |                       | Agnese di Francia      | Luigi IX di Francia     |  |  |       |  |  |                        |  |  |                     |  |
|                        |                       | Agnese di Francia      | Margherita di Provenza  |  |  |       |  |  |                        |  |  |                     |  |
|                        |                       | Agnese di Francia      |                         |  |  |       |  |  |                        |  |  |                     |  |